# Garnett Silk
Pour les articles homonymes, voir Silk.
Garnett Silk, ou Garnet Silk, de son véritable nom Garnett Damion Smith né dans la paroisse de Manchester le 2 avril 1966 et mort accidentellement le 9 décembre 1994, est un chanteur jamaïcain de reggae.

## Carrière
Garnett commence sa carrière en tant que deejay sous le nom de Little Bimbo.
Il est à l'origine, avec son collectif les Christian Soldiers (en français les soldats chrétiens), ou Christian Souljahs (jeu de mots, soul signifiant âme en anglais, et Jah le nom utilisé pour désigner Dieu chez les Rastafari), dont ont fait partie Tony Rebel et Yasus Afari, du renouveau roots des années 1990 en propageant un message conscient et culturel alors que la musique jamaïcaine de l'époque dominée par le dancehall était en proie aux "gunlyrics" et au "slackness". Cet élan culturel dure toujours aujourd'hui avec la mouvance new-roots. 
Son premier album, It's Growing, sorti chez VP Records en 1992 est considéré comme son chef-d'œuvre. Il contient en effet son plus grand hit Hello Africa.
Sa courte carrière, son talent, son originalité face à l'hégémonie dancehall du début des années 1990 et sa mort controversée ont contribué à faire de Garnett une légende du Reggae. Il en est d'ailleurs surnommé L'Archange.
Le 9 décembre 1994, Garnett Silk décède en tentant de sauver sa mère de sa maison enflammée; les deux corps seront retrouvés enlacés. Le chanteur aurait fait exploser la bonbonne de gaz en manipulant une arme à feu, empruntée à un ami. Il serait ensuite rentré dans la maison en flamme pour tenter de sauver sa mère restée à l'intérieur.[réf. nécessaire].

## Discographie
- 1992 - It's Growing
- 1993 - 100% Silk
- 1994 - Live at Reggae Sunsplash
- 1994 - Killamanjaro Remembers
- 1998 - Journey
- 1999 - Give I Strength
- 2000 - The Definitive Collection
- 2000 - Meets the Conquering Lion
- 2002 - Toe to Toe vol. 1 - Mikey Spice vs Garnett Silk
- 2004 - Reggae Anthology - Music Is The Rod
- 2006 - Collector's Series